# 프랑수아 2세
프랑수아 2세(프랑스어: François II, 1544년 1월 19일 ~ 1560년 12월 5일)은 프랑스의 왕이다. 앙리 2세와 카트린 드 메디시스 사이의 장남이다. 프랑수아 1세의 첫 손주이자 장손으로 샤를 9세의 형이다.

## 생애
프랑수아는 1544년 1월 19일 퐁텐블로에서 출생하였다. 1558년 4월 25일에 스코틀랜드 국왕 제임스 5세의 딸인 메리 스튜어트와 결혼하였고, 1559년 7월 10일 프랑스 왕이 되었다. 당시 프랑수아는 너무 어렸기 때문에 통치능력이 없었고 몸도 약하였기 때문에, 그의 삼촌인 기즈 공작 프랑수아와 로레인 추기경 샤를에 의해서 국사가 운영되었다. 이들이 큰 권력을 가지게 되자 프랑수아의 혈족인 나바라의 왕 앙투안 드 부르봉과 콩데 공 루이 등은 위그노와 손을 잡고 기즈 집안을 공격할 것을 약조하였으나, 1560년 3월 17일 시행 직전에 발각되어 관련자들은 처형되거나 구금되었다. 이 사건을 앙부와즈의 음모라고 부른다. 12월 오를레앙에서 열린 삼부회에서 위그노에 대한 심한 규제가 통과되었고 콩데 공은 사형을 언도받았다. 그러나 귀에 발생한 농양으로 프랑수아 2세가 1560년 12월 5일에 요절하는 바람에 콩데 공은 죽음을 면할 수 있었다.

## 참고 자료
본 문서에는 현재 퍼블릭 도메인에 속한 브리태니커 백과사전 제11판의 내용을 기초로 작성된 내용이 포함되어 있습니다.